# ايمانويلي بريتوني
ايمانويلي بريتوني (بالإيطالية: Emanuele Berrettoni)‏ (17 مايو 1981 بروما في إيطاليا - ) هو لاعب كرة قدم إيطالي في مركز الهجوم. شارك مع منتخب إيطاليا تحت 20 سنة لكرة القدم. أما مع النوادي، فقد لعب مع نادي أسكولي ونادي بيروجيا ونادي سبال ونادي كاتانيا ونادي كروتوني ونادي لاتسيو ونادي نابولي وهيلاس فيرونا وBassano Virtus 55 ST ‏ وبوردينوني كالتشيو ونادي غروسيتو.

## وصلات خارجية
- ايمانويلي بريتوني على موقع قاعدة بيانات كرة القدم.إي يو (الإنجليزية)
- ايمانويلي بريتوني على موقع عالم كرة القدم.نت (الإنجليزية)